# Pablo Kuczynski
Pedro Pablo Kuczynski Godard (phát âm tiếng Tây Ban Nha: [ˈpeðɾo ˈpaβlo kukˈʃiŋski ɣoˈðaɾð]; sinh 3 tháng 10 năm 1938), thường được biết tới bằng tên viết tắt PPK, là một nhà kinh tế, chính trị và quan chức chính quyền Peru. Ông được bầu làm tổng thống Peru vào năm 2016, trước đó đã từng làm thủ tướng Peru từ 2005 tới 2006.
Kuczynski đã làm việc ở Hoa Kỳ trước khi tham dự các hoạt động chính trị ở Peru. Ông đã giữ những chức vị ở Ngân hàng Thế giới và Quỹ Tiền tệ Quốc tế trước khi được bổ nhiệm chức vụ Tổng giám đốc Ngân hàng dự trữ trung ương Peru. Sau đó ông giữ chức Bộ trưởng nhiên liệu và hầm mỏ vào đầu thập niên 1980 dưới quyền tổng thống Peru Fernando Belaúnde Terry, và chức Bộ trưởng bộ kinh tế và tài chính cũng như thủ tướng dưới thời tổng thống Alejandro Toledo trong thập niên 2000.
Ngày 23 tháng 3 năm 2018, Pablo Kuczynski tuyên bố từ chức sau hàng loạt các vụ bê bối tham nhũng.

## Bầu cử tổng thống
Kuczynski về hạng 3 trong cuộc ứng cử tổng thống Peru 2011. Các đối thủ Ollanta Humala và Keiko Fujimori được vào vòng nhì, Humala đã thắng cử. Kuczynski tiếp tục tranh cử nhiệm kỳ tổng thống 2016, và đã đánh bại Keiko Fujimori sát nút trong hiệp 2 với tỉ số 50,12%/49,88%.
Kết quả cho thấy một nửa dân số nước này mong muốn dòng tộc nhà Fujimori quay lại chính trường. Với họ, giai đoạn cầm quyền của cựu tổng thống Alberto Fujimori (1990 - 2000) đồng nghĩa với thời kỳ thịnh vượng kinh tế. Thế nhưng, một nửa số dân còn lại thì vẫn không chấp nhận các biện pháp quản lý độc tài và dân túy của cựu tổng thống. Đảng của bà Keiko Fujimori chiếm đa số tại Quốc hội: 73 trên tổng số 130 ghế trong Quốc hội theo kết quả của cuộc bầu cử ngày 10/04/2016, cùng thời điểm với vòng 1 bầu cử tổng thống. Còn Tổng thống Fujimori đã bị kết tội vào năm 2007 với mức án 6 năm tù về tội ra lệnh khám nhà không có giấy phép của công tố viên, kết tội vào năm 2009 vì sử dụng một nhóm ám sát với 25 năm tù, chịu án 7 năm rưỡi tù với một tội khác cùng năm là tham nhũng khi lấy 11 triệu euro từ ngân sách quốc phòng năm 2000 trả cho một nhà cố vấn của mình.